# Martin (Hampshire)
Martin is een civil parish in het bestuurlijke gebied New Forest, in het Engelse graafschap Hampshire.